# Kamionka (Gniezno)
Pour les articles homonymes, voir Kamionka.
Kamionka (prononciation : [kaˈmjɔnka]) est un village polonais de la gmina de Witkowo dans le powiat de Gniezno de la voïvodie de Grande-Pologne dans le centre-ouest de la Pologne.
Il se situe à environ 5 kilomètres au nord-est de Witkowo (siège de la gmina), à 17 kilomètres au sud-est de Gniezno (siège du powiat) et à 62 kilomètres à l'est de Poznań (capitale régionale).
Le village possédait une population de 61 habitants en 2010.

## Histoire
De 1975 à 1998, le village faisait partie du territoire de la voïvodie de Konin.

Depuis 1999, Kamionka est situé dans la voïvodie de Grande-Pologne.